# Sambou Yatabaré
Sambou Yatabaré (* 2. März 1989 in Beauvais) ist ein malischer Fußballspieler, der auch die französische Staatsangehörigkeit besitzt.

## Karriere

### Verein
Seine Karriere begann Yatabaré 2002 als Junior beim französischen Klub AS Beauvais. 2007 wechselte er in die Normandie zum SM Caen. Am 21. März 2009 debütierte Yatabaré im Spiel gegen den OSC Lille in der französischen Ligue 1. 2011 sicherte sich der AS Monaco die Dienste des malischen Mittelfeldakteurs. Yatabaré unterschrieb einen Dreijahresvertrag bei den Monegassen. Nachdem er es in Monaco nur zu neun Ligaeinsätzen gebracht hatte, wechselte Yatabaré im Sommer 2012 zum SC Bastia. Im August 2013 verpflichtete ihn der griechische Rekordmeister Olympiakos Piräus. Yatabaré kam auf insgesamt zehn Einsätze und erzielte zwei Tore für die Rotweißen. Sein Champions-League-Debüt feierte er am 17. September 2013 im Heimspiel gegen Paris Saint-Germain. Yatabaré kehrte im Winter 2013 auf Leihbasis zum SC Bastia zurück. Im Sommer 2014 wurde er an den französischen Erstligisten EA Guingamp ausgeliehen. Im Sommer 2015 wurde Yatabaré an den belgischen Erstligisten Standard Lüttich ausgeliehen.
Am 28. Januar 2016 wechselte Yatabaré in die Bundesliga zu Werder Bremen. Er erhielt einen Vertrag bis zum 30. Juni 2019. Da er zunächst noch eine Sperre absitzen musste, kam er erst am 22. Spieltag bei der 0:2-Niederlage gegen den FC Ingolstadt 04 zu seinem ersten Bundesligaeinsatz, als er in der 2. Halbzeit für Levin Öztunali eingewechselt wurde. Unter Trainer Viktor Skripnik kam er zu regelmäßigen Einsätzen als rechter Flügelspieler. Nach dem schlechten Start in die Saison 2016/17, infolge dessen Skripnik nach dem dritten Spieltag beurlaubt wurde, spielte Yatabaré jedoch keine Rolle mehr in der Profimannschaft. Skripniks Nachfolger Alexander Nouri berief ihn nicht mehr in den Kader. Im Oktober 2016 wurde er schließlich zur U23-Mannschaft versetzt, mit der er in der 3. Liga spielte.
Im August 2017 verlieh ihn Werder Bremen an den belgischen Klub Royal Antwerpen. Im März 2018 gab der Geschäftsführer Sport von Werder Bremen, Frank Baumann, bekannt, dass die Kaufoption auf jeden Fall in Kraft treten und Royal Antwerpen somit die Transferrechte an Yatabaré erwerben werde.
In der gesamten Saison 2019/20 stand er bei keinem Spiel von Antwerpen im Spieltagskader. Mit Ablauf der Saison 2019/20 endete sein Vertrag. Anschließend war der Mittelfeldspieler ein halbes Jahr vereinslos.
Im Februar 2021 verpflichtete ihn der französische Zweitligist SC Amiens. Im Juli 2021 wechselte er innerhalb der 2. Französischen Liga zum FC Valenciennes. In Valenciennes verbrachte der malische Nationalspieler ein Jahr, bevor er sich im Sommer 2022 dem FC Sochaux anschloss.

### Nationalmannschaft
Am 18. November 2008 debütierte Yatabaré im Spiel gegen Algerien für die malische Nationalmannschaft.

## Erfolge
Olympiakos Piräus
- Griechische Meisterschaft: 2014

Standard Lüttich
- Belgischer Pokalsieger: 2016

Auszeichnungen
- Fußballer des Jahres in Mali: 2016[5]

## Privatleben
Sambou Yatabarés Bruder Mustapha ist ebenfalls Fußballspieler und steht aktuell beim türkischen Erstligisten Sivasspor unter Vertrag.